# Phintella luna
Espèce
Phintella luna est une espèce d'araignées aranéomorphes de la famille des Salticidae.

## Distribution
Cette espèce est endémique d'Inde. Elle se rencontre au Bengale-Occidental, en Andhra Pradesh et au Gujarat.

## Description
La femelle holotype mesure 2,92 mm.
Le mâle décrit par Sudhin et Sen en 2025 mesure 4,79 mm.

## Systématique et taxinomie
Cette espèce a été décrite par Sudhin, Sen et Caleb en 2024.

## Publication originale
- Sudhin, Caleb & Sen, 2024 : « Additions to the knowledge on the genus Phintella Strand, 1906 (Araneae, Salticidae, Chrysillini) from India. » Zoosystematics and Evolution, vol. 100, no 1, p. 31-48 (texte intégral).